# Steven Van Zandt
Steven Van Zandt (Winthrop, Massachusetts, 1950. november 22. –) olasz származású amerikai zenész, énekes, színész, producer és lemezlovas, aki Little Steven, illetve Miami Steve néven szokott fellépni. Bruce Springsteen E Street Band-jének tagjaként gitáron és mandolinon játszik. Színészként is tevékenykedik, olyan sorozatokban szerepelt, mint a Maffiózók és a Lilyhammer. 2014-ben, az E Street Band tagjaként bekerült a Rock and Roll Hall of Fame legendái közé is.

## Korai évei
Steven Van Zandt 1950. november 22-én született Boston egyik külvárosában, Winthrop-ban. A Steven Lento névvel anyakönyvezték, ősei között calabriai és nápolyi származásúak is vannak.
Steven Van Zandt még fiatal volt, amikor anyja, Mary Lento újra férjhez ment, így a zenész felvette mostohaapja, William Van Zandt családnevét. Hétéves korában a család Massachusetts-ből a New Jersey-i Middletown-ba költözött Billy Van Zandt forgatókönyvíró és színész Steven féltestvére. Bár katolikus családba született baptistaként nevelték.
A zene iránti szeretete korán megmutatkozott, amikor nagyapja hatására megtanult gitározni. Az 1960-as évek közepén kamaszként már az első zenekarában játszott. Elmondása szerint nagy hatással voltak rá a Dave Clark Five és Paul Shaffer, aki David Letterman Late Show-jában zenélt.

## Pályafutása

### Zenekari pályafutása

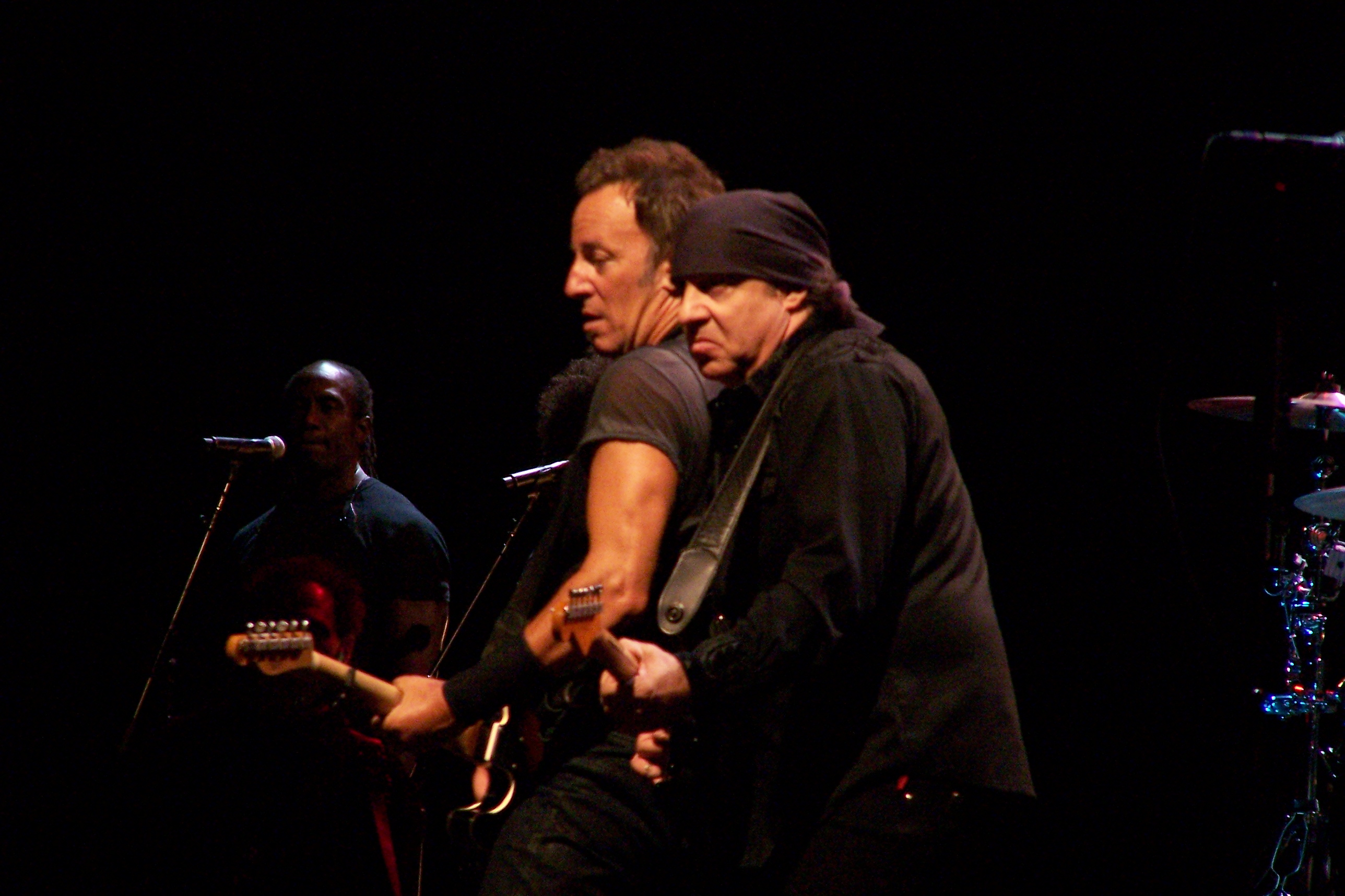
Springsteen és Van Zandt egy 2009-es turnén

Van Zandt a Jersey-i partvidék zenei kultúrájában nőtt fel, és hamar összebarátkozott Bruce Springsteen-nel. Az 1970-es évek elején segédgitárosa volt a The Dovells-nek és alapító tagja volt a Southside Johnny and the Asbury Jukes-nak, illetve Bruce Springsteen néhány korai zenekarának.
A Southside Johnny and the Ashbury Jukes-ban nagy szerepe volt a zenekar rhythm and blues-os zenei stílusának kialakításában, illetve első három, meghatározó albumuk elkészítésében is tevékenyen közreműködött.
Később az E Street Band egyik dalszerzője lett, majd 1975-ben, a Born to Run munkálatai közben Springsteen segítségül hívta Van Zandt enciklopédikus zenei tudását, és ennek is volt köszönhető a címadó dal jellegzetes gitáros része. A Wings for Wheels című dokumentumfilmben Springsteen erről így nyilatkozott: „Vitathatatlanul ez Steve legnagyobb hozzájárulása a zenémhez.” Ezt követően fontos szerepe lett a zenekarban, és csatlakozott az együttes Born to Run turnéjához is.
Kezdetben Van Zandt-ra fontos szerepe hárult a koncertek vezető gitárosaként, és Springsteen ekkor érte el legnagyobb sikereit.
Az E Street Band 1995-ös és 1999-es újjáalakulásakor Van Zandt is a zenekar tagja lett, és azóta is szerves része a zenekar fellépéseinek. Nils Lofgren vezető gitárosi szerepének előtérbe kerülése miatt azonban inkább a ritmusért felel, de több dalban (Glory Days, Two Hearts, Prove it All Night, Long Walk Home, Land of Hope and Dreams, Badlands, Ramrod, Murder Incorporated, Rosalita) is szólózik, illetve énekel Springsteen oldalán. A zenekar 2009-es Super Bowl fellépésén, a Glory Days előadása közben Van Zandt gitárszólója, illetve Springsteen melletti vokálozása és tréfás párbeszéde került a középpontba. A döntő szünetében előadott show-t a Rolling Stone magazin minden idők 7. legjobb Superbowl halftime show-jaként tartja számon.

### Szólókarrierje
Van Zandt 1984-ben hagyta el az E Street Band-et, és csak 1999-ben tért vissza az együttesbe, de már korábban is készített önálló munkákat. 1984-től számos szólóprojektben és más zenészekkel való együttműködésben vett részt, amelyek a rockzene mellett a soult és a világzenét is érintették. Az 1980-as években négy, 1999-ben pedig egy albumot adott ki, többnyire az időszakosan működő Little Steven and the Disciples of Soul együttes frontembereként.
Első önálló albuma, az 1982-es Men Without Women, pozitív kritikákat kapott (Jay Cocks a Time magazintól az év tíz legjobb lemeze közé sorolta), azonban a Billboard 200-as listára a következő, 1984-es Voice of America album került fel. Ennek ellenére kevesebb fogyott ebből a lemezből, melynek zenéje erősen politikai töltetű volt, központi témája pedig Reagan-korszak külpolitikájának kritikája volt.
További aktuális problémákkal foglalkozott az 1985-ben, többek között Van Zandt által is megalapított „Művészek Együtt az Apartheid Ellen” (Artists United Against Apartheid) mozgalom, melyben a zeneipar számos képviselőjével együttműködve figyelmeztettek az akkori dél-afrikai helyzetre. A projekt keretében elkészült a Sun City című dal és album. A közreműködők között volt Springsteen, a U2, Bob Dylan, Pete Townshend, Joey Ramone, Tom Petty, Afrika Bambaataa és a Run DMC is. A dal szerény sikerei ellenére figyelemfelkeltő hatású volt.
1987-ben Van Zandt kiadta a Freedom – No Compromise című lemezét, melyben ugyancsak politikai mondanivalójú dalok voltak. Ugyanabban az évben a U2 Joshua Tree-turnéjának keretében belül előzenekarként is fellépett. Koncertjei és az album Európában kedvező fogadtatásra talált.
Negyedik lemeze, az 1989-es Revolution kevés figyelmet kapott. Az 1999-es Born Again Savage után Van Zandt a Lost Boys nevű zenekara felvette a Nobody Loves and Leaves Alive című albumot, de nem került kiadásra. Az album három dala (Nobody Loves and Leaves Alive, Affection, Come for Me) azonban szerepelt a Maffiózók sorozat betétdalaként.
Van Zandt Under The Gun című dalának feldolgozása Carla Olson & The Textones 2008-as, Detroit '85 Live & Unreleased című albumán is szerepel. Az All I Needed Was You pedig Carla Olson 2013-as, Have Harmony, Will Travel című lemezén is hallható volt.

### Színészként

#### Maffiózók
Pályafutása során mindig a zene állt számára a középpontban, színészi tapasztalata 1999-ig nem volt, amikor megkapta a Maffiózók című sorozat egyik főszerepét, melyben egy magas rangú maffiózót (consigliere) és sztriptízbár-tulajdonost, Silvio Dante karakterét alakítja. A műsor alkotójának, David Chase-nek köszönhető, hogy bekerült a szereplők közé. Chase 1997-ben figyelt fel Van Zandt-ra, amikor a zenész moderálta a VH1 azon műsorát, melyben a The Rascals bekerült a Rock and Roll Hall of Fame-be. A producer nagy rajongója volt zenéjének és a gálaműsoron való alakítását humorosnak találta, hogy Van Zandt a The Rascals-ra jellemző ruhában jelent meg. Pár nappal később felvette a kapcsolatot vele, és akkor derült ki, hogy Van Zandt-nak nincs színészi tapasztalata, éppen ezért is vonakodott eleinte a meghallgatásoktól. Az első meghallgatáson a műsor főhősének, Tony Soprano-nak a karakterét kellett eljátszania, azonban a zenész nem akarta elvenni a szerepet egy igazi színész elől. A főszerep így James Gandolfinié lett. Végül Silvio Dante szerepét kapta meg, melyet egy saját maga által írt kis történet alapján formált meg David Chase.
A sorozatban betöltött szerepe az utolsó évadokban vált fontossá, és a hatodik évad történései során került igazán a középpontba. Felesége, Maureen Van Zandt színésznő, Silvio Dante házastársaként (Gabriella Dante) több alkalommal is feltűnt a műsorban.
Sorozatbeli alakításáért sok elismerést kapott, de állítása szerint nem kívánt a Maffiózók után színészkedni. Ennek ellenére azóta részt vett néhány filmes projektben.

#### Hotel Cæsar
2010-ben a norvég TV2 Hotel Cæsar című szappanoperájában önmagát alakította. Skandinávia legnagyobb talk-show-jában, a Skavlan-ban is szerepelt.

#### Lilyhammer
2011-től főszereplője, társszerzője és producere az angol és norvég nyelvű Lilyhammer című sorozatnak, melyet a Netflix sugároz. A műsorban Van Zandt egy volt maffiózót alakít, aki Norvégiába menekül egykori kollégái elől, akik ellen korábban tanúskodott. A műsor első adása 2012. január 25-én került adásba, és 998 000 nézővel (nagyjából az ország egyötöde) új országos nézőcsúcsot hozott, ami nagyban hozzájárult, hogy a műsor már a harmadik évaddal folytatódhat. A sorozatban Tony Sirico is feltűnik, akivel egykoron a Maffiózókban játszottak együtt.

### Rádiós műsorvezetőként és vállalkozóként
2002-től Little Steven's Underground Garage házigazdája, amely egy heti rendszerességgel sugárzott, garage rockról és hasonló rockzenei stílusokról szóló rádióműsor. Az 1950-es évektől napjainkig tartó korszakot felölelő zenei műsor, 2006-os adatok szerint több mint 200 amerikai és külföldi rádióadón volt hallható.
2011. október 20-án minden jegy elkelt a műsor 500. adásának felvételére, melyet a Times Square-en, a Hard Rock Cafe előtt tartottak. A műsor vendégei között volt a Green Day, Steve Buscemi, a Maffiózók és a Boardwalk Empire – Gengszterkorzó sztárja, Vincent Pastore (Big Pussy Bonpensiero a Maffiózókból), Tim Robbins színész és rendező és Debbie Harry, a Blondie-ból.
Van Zandt két rádióadó zenei rendezője a Sirius Satellite Radio hálózatán belül, melyek az Egyesült Államokon belül szatellit rádión, külföldön pedig interneten hallgathatóak. Az egyik rádióadó Underground Garage néven fut, és azonos filozófiát és zenei küldetést követ, mint a zenész saját műsora. A főbb műsorvezetők között megtalálható a Rolling Stones első menedzser-producere, Andrew Loog Oldham, Joan Jett énekes/gitáros, Kid Leo korábbi lemezkiadó, Handsome Dick Manitoba punkénekes és Kim Fowley énekes/producer is. A másik rádióadó, az Outlaw Country a countryzene outlaw country irányzatának ad helyet, bemutatva az 1960-as- és az 1970-es évekbeli kezdetek mellett a mai képviselőket is. A műsorvezetők között található Mojo Nixon énekes is.

#### Lemezkiadó
2006 decemberében Van Zandt beindította saját lemezkiadóját, a Wicked Cool Records-t.
A lemezkiadó első kiadványai között főleg az Underground Garage rádióadó kedvelt zenekarai (The Charms, Chesterfield Kings, Cocktail Slippers, Fuzz for the Holidays, CBGB Forever) szerepeltek. A kiadó főleg a garage rock fiatal képviselőinek lemezkiadásaival foglalkozik (Cocktail Slippers, The Launderettes stb.).

### Rock and Roll Forever Foundation
2007-ben beindította a Rock and Roll Forever Foundation nevű alapítványt. Az alapítvány első nagy programja, a „Rock and roll Középiskola” (Rock and Roll High School) egy kronologikus antológia, mely a rock and roll zene történetét és hatásait mutatja be. A Scholastic tananyagkiadó vállalat és a Zenei Oktatás Országos Szövetsége támogatásával középiskolai tananyagként is elérhető, és ingyenesen letölthető a program honlapjáról.

### Zenei rendezőként
2006 szeptemberében Van Zandt összeállított egy híres zenészekből álló csapatot, akik elkészítették Hank Williams Jr. All My Rowdy Friends Are Coming Over Tonight című dalának egy új változatát az ESPN csatorna Monday Night Football műsorához. A csapatban Little Richard, Rick Nielsen (Cheap Trick), Joe Perry (Aerosmith), Questlove (The Roots), Charlie Daniels, Bootsy Collins, Chris Burney (Bowling for Soup) és Bernie Worrell zenélt.
2012-ben egy Broadway-showt állított össze, melynek címe The Rascals: Once Upon a Dream volt. Ebben a műsorban lépett fel 40 év után újra az 1960-as évek sikeres zenekara, a Rascals. 2013-ban a Maffiózók kitalálójának, David Chase-nek a Not Fade Away című filmjében vállalt produceri és zenei felügyelő szerepet. A film egy New Jersey-i garage rock együttes 1960-as évekbeli történetét meséli el.

### Aktivistaként
Miután 1984-ben kilépett az E Street Band-ből, a zenészként megszerzett ismertségét emberjogi aktivistaként is felhasználta, és megalapította az apartheiddal foglalkozó „Művészek Együtt az Apartheid Ellen” (Artists United Against Apartheid) nevű csoportot.
Az aktivista csoportot 1985-ben alapította Van Zandt és Arthur Baker producer. Van Zandt és Baker számos különböző művészt győzött meg, hogy együtt készítsenek egy lemezt, amely a dél-afrikai eseményekre figyelmeztet. A "Sun City" címmel kiadott lemezen többek között Bruce Springsteen, Peter Gabriel, Miles Davis, Bob Dylan és Lou Reed is hallható. A projekt 1 millió dollárt gyűjtött össze a meghirdetett célra.
Később Steven Van Zandt aktivistaként az Egyesült Államok közép-amerikai katonai beavatkozásaira hívta fel a figyelmet.

### Turnék Bruce Springsteen-nel és a The E Street Band-del
- Born to Run tours, 1975–1977
- Darkness Tour, 1978–1979
- The River Tour, 1980–1981
- Reunion Tour, 1999–2000
- The Rising Tour, 2002–2003
- Vote for Change Tour, 2004
- Magic Tour, 2007–2008
- Working on a Dream Tour, 2009
- Wrecking Ball Tour, 2012–2013
- High Hopes Tour, 2014

## Magánélete

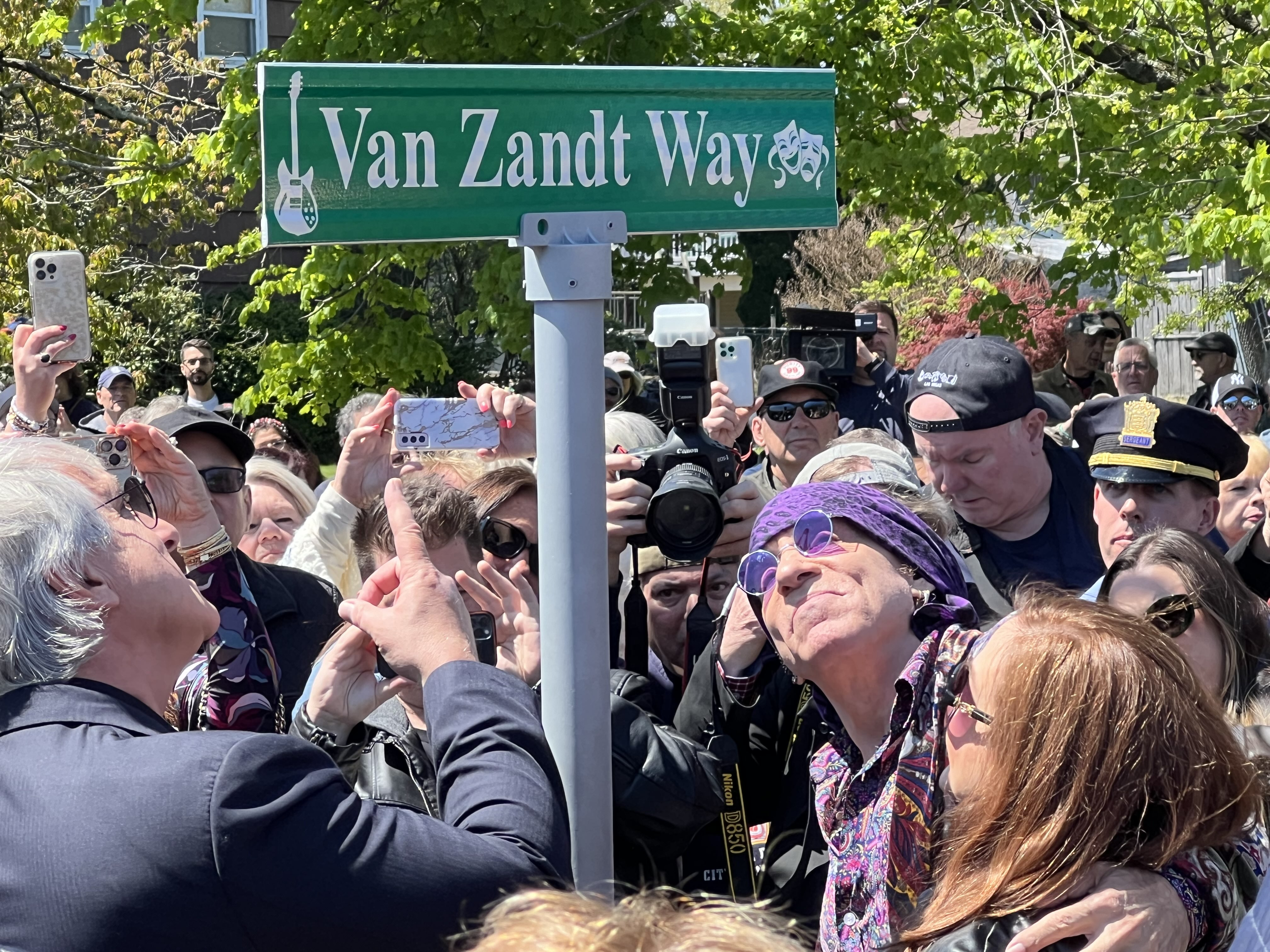
Van Zandt és családja a róla elnevezett utca táblájával

Van Zandt 1982. december 31-én vette feleségül Maureen Van Zandt (született Maureen Santoro) színésznőt, aki a Maffiózók című sorozatban is a házastársát alakította. A New York-i esküvőn Bruce Springsteen volt a vőfély és a párt Richard Penniman (Little Richard) eskette össze. Az eseményen Percy Sledge előadta a When a Man Loves a Woman című ismert dalát. A zenész Manhattan-ben él. Jellegzetes fejkendőjét egy gyerekkori autóbalesetben elszenvedett fejsérülés miatt hordja.
2024. április 26-án Middletownban, családja egykori utcáját Van Zandt Way-re (Van Zandt út) keresztelték.

## Jótékonykodásai
Van Zandt tiszteletbeli elnökségi tagja a Little Kids Rock nevű országos nonprofit szervezetnek, amely hátrányos helyzetű állami iskolák zenei oktatásának felélesztésével foglalkozik. Tevékenységéért „Az év nagy embere” (Big Man of the Year) címmel is kitüntették a szervezet 2013-as rendezvényén.

## Lemezei
- Little Steven
  - Men Without Women (1982)   US #118
  - Voice of America (1984)   US # 55
  - Freedom – No Compromise (1987)   US #80
  - Revolution (1989)
  - Born Again Savage (1999)
  - Greatest Hits (1999)
- Bruce Springsteen
  - Greetings From Asbury Park, N.J. (1973) – hangeffektusok
  - Born to Run (1975)
  - Darkness on the Edge of Town (1978)
  - The River (1980)
  - Born in the U.S.A. (1984)
  - Live/1975-85 (1986)
  - Greatest Hits (1995)
  - Blood Brothers (1996)
  - Tracks (1998)
  - 18 Tracks (1999)
  - Live in New York City (2001)
  - The Rising (2002)
  - The Essential Bruce Springsteen (2003)
  - Hammersmith Odeon London '75 (2006)
  - Magic (2007)
  - Magic Tour Highlights (2008)
  - Working on a Dream (2009)
  - The Promise (2010)
  - Wrecking Ball (2012)
  - High Hopes (2014)
- Southside Johnny & The Asbury Jukes
  - I Don't Want To Go Home (1976)
  - Live at the Bottom Line (1976)
  - This Time It's for Real (1977)
  - Hearts of Stone (1978)
  - Havin' a Party (1979)
  - Better Days (1991)
  - Jukebox (2007)
- Ronnie Spector & The E Street Band
  - „Say Goodbye To Hollywood” / „Baby Please Don't Go” (1977)
- Gary U.S. Bonds
  - Dedication (1981)
  - On the Line (1982)
  - Standing in the Line of Fire (1984)
- Artists United Against Apartheid
  - Sun City (1985)
- Iron City Houserockers
  - Have a Good Time but Get out Alive! (1980)
- Meat Loaf
  - Welcome to the Neighborhood (1995)
- Davie Allan & The Arrows
  - Fuzz for the Holidays (2004)

## Filmjei
- Maffiózók (1999–2007)
- Lilyhammer (2012– )

## Magyarul megjelent művei
- Rolling Stone minden idők 500 legjobb albuma; szerk. Joe Levy, előszó Steven Van Zandt, ford. Galamb Zoltán; Cartaphilus, Budapest, 2008